# Nüdlingen
Nüdlingen è un comune tedesco di 4 202 abitanti, situato nel land della Baviera.